# 摩洛哥行政区划
摩洛哥全国划分为12个大区，该行政区划自2015年以来正式使用，各大区的官方名称于2015年3月5日公布，新的地方议会于2015年9月14日开始运转，地方长官于2015年10月13日任命。摩洛哥控制的西撒哈拉地区被分为阿尤恩-萨基亚-阿姆拉大区、达赫拉-黄金谷地大区，西撒哈拉东北角小片区域属于蓋勒敏-農河大區。
大区下设62个省和13个行政督察区。

## 大區列表
| 編號 | 大區                        | 首府       | 人口 (2014年) |
| ---- | --------------------------- | ---------- | ------------- |
| 1    | 丹吉爾-得土安-胡塞馬大區    | 丹吉爾     | 3,556,729     |
| 2    | 東部大區                    | 烏季達     | 2,314,346     |
| 3    | 非斯-梅克內斯大區           | 非斯       | 4,236,892     |
| 4    | 拉巴特-塞拉-蓋尼特拉大區    | 拉巴特     | 4,580,866     |
| 5    | 貝尼邁拉勒-海尼夫拉大區     | 貝尼邁拉勒 | 2,520,776     |
| 6    | 卡薩布蘭卡-塞塔特大區       | 卡薩布蘭卡 | 6,861,739     |
| 7    | 馬拉喀什-薩菲大區           | 馬拉喀什   | 4,520,569     |
| 8    | 德拉-塔菲拉勒特大區         | 拉希迪耶   | 1,635,008     |
| 9    | 蘇斯-馬塞大區               | 阿加迪爾   | 2,676,847     |
| 10   | 蓋勒敏-農河大區[A]          | 蓋勒敏     | 433,757       |
| 11   | 阿尤恩-薩基亞-阿姆拉大區[A] | 阿尤恩     | 367,758       |
| 12   | 達赫拉-黃金谷地大區[A]      | 達赫拉     | 142,955       |

2015年摩洛哥大区的编号

A.^ 部分或全部位於有爭議的西撒哈拉領土內。

## 原行政区划

原摩洛哥行政区划

2015年之前，摩洛哥划分为16个大区，其中摩洛哥控制的西撒哈拉地区被划分为盖勒敏-塞马拉大区、阿尤恩-布支杜尔-萨基亚-阿姆拉大区、达赫拉-黄金谷地大区。
1. 沙維耶-瓦爾迪加大區
2. 杜卡拉-阿卜达大区
3. 非斯-布勒曼大区
4. 西部-舍拉拉德-贝尼赫森大区
5. 大卡萨布兰卡大区
6. 盖勒敏-塞马拉大区
7. 阿尤恩-布支杜尔-萨基亚-阿姆拉大区
8. 马拉喀什-坦西夫特-豪兹大区
9. 梅克内斯-塔菲拉勒特大区
10. 东部大区
11. 达赫拉-黄金谷地大区
12. 拉巴特-萨累-宰穆尔-扎埃尔大区
13. 苏斯-马塞-德拉大区
14. 塔德莱-艾济拉勒大区
15. 丹吉尔-得土安大区
16. 塔扎-胡塞马-陶纳特大区

## 资料来源
1. ↑   (PDF). Portail National des Collectivités Territoriales.   [2015-07-11]. （原始内容 (pdf)存档于2015-05-18） （法语）.
2. ↑   [Ministry of the Interior: the regional council presidential elections took place under good conditions and in an air of transparency] (新闻稿). Maghreb Arabe Press. 14 September 2015  [11 December 2015]. （原始内容存档于2015-12-22） （法语）.
3. ↑   [HM the King appointed the Walis of the regions]. La Vie Éco. 14 October 2015  [13 December 2015]. （原始内容存档于2015-12-22） （法语）.
4. ↑  .   [2017-04-07]. （原始内容存档于2017-05-16）.
5. ↑  . Haut Commissariat au Plan-High Commission for Planning. 8 April 2015  [29 September 2017]. （原始内容存档于2020-01-03） （阿拉伯语及法语）.